# Jiří Bubeníček
Jiří Bubeníček (* 7. Oktober 1974 in Lubin) ist ein tschechischer Balletttänzer und Choreograph.
Jiří Bubeníček kommt aus einer Artistenfamilie.  Seine Ausbildung erhielt er am Konservatorium für Tanz und Musik in Prag. Der Tänzer kam 1993 zu John Neumeiers Hamburg Ballett, wo er 1997 zum Ersten Solisten befördert wurde. Für seine Rolle des Armand in der Kameliendame wurde er mit dem „Benois de la Danse“ (2002) ausgezeichnet. Von 2006 bis 2015 war er an der Semperoper Dresden engagiert. Im Jahre 2013 wurde er mit dem Mary-Wigman-Preis der Semperoper ausgezeichnet.
Gemeinsam mit seinem Zwillingsbruder Otto gründete er Les Ballets Bubeníček.